# HMS Severn (1913)
«Северн» (англ. HMS Severn, Корабль Его Величества «Северн») — монитор типа «Хамбер» Королевского военно-морского флота Великобритании. Принимал участие в Первой мировой войне.

## Строительство
Три монитора типа «Хамбер» строились фирмой «Виккерс» по заказу Бразилии и даже носили другие имена. Так, «Северн» назывался «Солимос» (порт. Solimões) в честь бразильской реки. К февралю 1914 года все работы на кораблях были завершены и они были готовы к передаче заказчику, однако у правительства Бразилии возникли финансовые трудности и все три корабля остались в Барроу. Перед началом Первой мировой войны британское Адмиралтейство выкупило их, заплатив по 155 000 фунтов за каждый.
3 августа 1914 года корабли вошли в состав британского флота. «Северн» стал седьмым кораблём флота, носившим это имя. В сентябре и октябре 1914 года корабли были переоборудованы в соответствие с требованиями ВМС Великобритании. Во исполнение одного из требований бронирование погреба боеприпасов усилили установкой дополнительных бронелистов толщиной в 1 дюйм (около 25 мм). Также в ходе этих работ на «Северне» и «Мерси» кормовой прожектор заменили на 3-фунтовое зенитное орудие.

## Служба
Данный тип кораблей оказался не слишком удачен для действий на море. Мониторы, заказанные Бразилией для действий на реках, обладали малой манёвренностью и плохими мореходными качествами, что ограничивало их действия на море. Во время морских переходов их неоднократно приходилось вести на буксире. Однако на мелководье и реках благодаря малой осадке и мощному вооружению корабли действовали весьма успешно.

### Бельгийское побережье
В конце октября и ноябре 1914 года мониторы начали выполнять боевые задачи у бельгийского побережья. Они обстреливали позиции наступающих немецких войск. В том числе и в битве на Изере. В ходе этих обстрелов стрельба была столь интенсивной, что стволы орудий пришли в негодность. 1915 год для «Северна» начался с замены сдвоенной орудийной башни 152-мм орудий на два одиночных 152-мм (6-дюймовых) орудия, которые теперь располагались по одному в носовой и кормовой части, а гаубицы перенесли с кватердека на шлюпочную палубу.

### Восточная Африка
В марте 1915 года мониторы были направлены в составе конвоя на Мальту для участия в разблокировании пролива Дарданеллы для прохода британских судов. 12 марта конвой отправился в путь, а 29 марта конвой прибыл на Мальту без повреждений и поломок. После прибытия на Мальту «Северн» и «Мерси» были включены в конвой, который в конце апреля был направлен к побережью Восточной Африки, в дельту реки Руфиджи. 15 июня мониторы прибыли к месту назначения, где начали готовиться к своей главной миссии. В их задачу входило потопление германского бронепалубного крейсера «Кёнигсберг», который к тому моменту был блокирован в реке, но из-за большой осадки британских кораблей и хорошего прикрытия с суши оставался недосягаем для британских орудий. 11 июля «Кёнигсберг» был затоплен, а «Северн» продолжил свою службу в этом регионе до апреля 1918 года.
См. Бой на Руфиджи

### Средиземноморье
С мая 1918 до 1919 года «Северн» успел побывать в Средиземном и Чёрном морях, в Египте, на острове Мудрос, на реке Дунай.
9 мая 1921 года продан на слом и 23 марта 1923 года прибыл на верфи покупателя.

## Командиры
- Коммандер Фуллертон (E.J.A.Fullerton)
- Коммандер Джонс (W.B.C.Jones)
- Лейтенант коммандер Венн (Venn)